# Ilamnemacheilus longipinnis
Ilamnemacheilus longipinnis är en fiskart som beskrevs av Brian W. Coad och Teodor T. Nalbant 2005. Ilamnemacheilus longipinnis ingår i släktet Ilamnemacheilus och familjen grönlingsfiskar. Inga underarter finns listade i Catalogue of Life.